# Samson Samsen
Samson Samsen est un homme politique vanuatais. Député depuis 2008, plusieurs fois ministre de manière éphémère, il a changé à de multiples reprises de parti politique et de faction parlementaire.

## Biographie
Après une formation à l'Institut de technologie du Vanuatu, il est pendant sept ans le président du Conseil national de la Jeunesse. Il devient ensuite le président du comité de direction de la Compagnie de Manutention portuaire des Îles du nord (NISCOL), entreprise basée sur l'île d'Espiritu Santo et qui assure le chargement, le déchargement et le transbordement du fret maritime entre cette île et les autres îles du nord du pays.
Il entre au Parlement de Vanuatu comme député de la circonscription couvrant la partie rurale d'Espiritu Santo (c'est-à-dire toute l'île sauf le centre urbain qu'est Luganville) aux élections législatives de 2008, comme membre du Parti républicain. Durant la législature 2008-2012, il change de camp et devient en 2011 membre du Parti travailliste de Joshua Kalsakau. Du 20 au 22 juin 2011, il est le ministre de l'Agriculture, de la Sylviculture et des Pêcheries dans le gouvernement Natapei V, gouvernement de coalition par intérim formé par Edward Natapei durant une période de forte instabilité politique. Le 22 juin, Samson Samsen démissionne du gouvernement et se joint à l'opposition parlementaire menée par Sato Kilman. 
Il choisit l'étiquette du Nagriamel pour sa réélection en 2012, et est nommé en novembre ministre de l'Aviation civile dans le gouvernement Kilman IV. En mars 2013 il quitte le gouvernement et se joint à l'opposition, contribuant ainsi à faire chuter le gouvernement. Simple député d'arrière-ban du gouvernement Natuman qui s'ensuit, il est expulsé de la majorité parlementaire en juillet 2014 (en même temps que les députés Marcellino Pipite et Tony Nari) pour s'être rapproché une nouvelle fois de l'opposition. En juin 2015 il est élu vice-président du Parlement. En novembre 2015 il entre au gouvernement Kilman V comme ministre de la Jeunesse et des Sports.
Quittant le parti Nagriamel au profit du Parti présidentiel de Vanuatu, il conserve son siège de député aux élections de 2016, qui voient toutefois la défaite du gouvernement Kilman. C'est comme candidat du Mouvement d'autonomie culturelle de Vanuatu qu'il est réélu député en 2020. Changeant une nouvelle fois de parti pour les élections législatives anticipées de 2022, il est député du Vanua'aku Pati. En août 2023 il est nommé ministre du Commerce extérieur dans le gouvernement d'Ishmael Kalsakau. En septembre, après avoir changé de camp durant une nouvelle période d'instabilité politique, il est nommé ministre du Commerce, du Commerce extérieur et du Tourisme dans le nouveau gouvernement Kilman VI,. En octobre, il change une fois de plus de camp, se joignant à l'opposition. 
Le 12 août 2024, il entre au gouvernement de Charlot Salwai comme ministre de l'Éducation, succédant à Anatole Hymak.